# Ignác Török
Ignác Török (23. června 1795, Gödöllő – 6. října 1849, Arad) byl generál v maďarské revoluční armádě. Byl popraven za svou roli v maďarské revoluci 1848 a je považován za jednoho z Aradských mučedníků.

## Život
Narodil se do menší maďarské šlechtické rodiny.
Vystudoval Royal Grammar Catholic University a nastoupil do císařské armády.
V revoluci sloužil jako velitel hradu Komárno.
28. ledna 1849 byl jmenován generálem. V červnu toho roku dostal rozkaz srovnat se zemí hradby Budína, aby jej císařská armáda nemohla využít v boji.
Po porážce se vzdal s armádou blízko Aradu a vojenský soud ho odsoudil k trestu smrti oběšením. Popraven byl 6. října.